# Thomas Erastus
Thomas Erastus, dr prof. medycyny w Bazylei, ur. w 1524 w Baden – zm. w 1583 w Bazylei. Autor wielu dzieł z zakresu teologii w oparciu o poglądy Zwingliego i całkowicie przeciwnych poglądom Kalwina.
Był głosicielem teorii, według której religia winna być w całości podporządkowana władzom świeckim, w jego rozumieniu wyższym od duchownych.
Od jego nazwiska - szczególnie w Anglii i Szkocji - pogląd ten nosi nazwę erastianizmu.